# Cephalophus callipygus
Cephalophorus callipygus, syn. Cephalophus callipygus (дуїкер Петерса) — вид парнокопитних ссавців родини Бикові (Bovidae). Це невелика антилопа, що живе в Габоні, Екваторіальній Гвінеї, в південному Камеруні та на півночі Республіки Конго. 

## Опис
Дуїкер Петерса довжиною від 90 до 115 см, висотою в плечах від 45 до 60 см. Важить від 12 до 23 кг. Хвіст довжиною від 10 до 16,5 см, і самці і самки мають роги довжиною від 5,5 до 13,8 см. Забарвлення хутра може бути від світлого до темно-коричневого кольору, задня частина тіла зазвичай темніша. Горло і груди руді, на грудях є темна смуга. Губи та підборіддя білі. Ноги одного кольору з тулубом, ближче до копит темніють до майже чорного кольору. На кінчику хвоста є китиця, біла з нижньої сторони. Роги короткі і товсті, з вигнутими вгору кінчиками, в поперечному перерізі овальні. Малеча темнішого кольору.

## Екологія
Дуїкер Петерса живе у всіх типах лісу, а також у густих заростях савани біля води. Він веде денний спосіб життя, територіальний. Територія тварини становить близько 0,4 км². Зазвичай він не повертається на минуле місце відпочинку, постійно мігрує, проходячи від 2 до 4 км в день. Харчується невеликими фруктами, від 1 до 3 см в діаметрі; за спостереженнями, проведеними біля Макоку в Габоні, на них припадає 83% від загального раціону (16% - листя). Всього відомо 55 видів рослин, якими живиться дуїкер Петерса, що належать до родів Аннонові, Бурзерові та Мускатникові. Спарюється цілий рік. Вагітність триває приблизно 240 днів. Молодняк значно активніше споживає листя, ніж дорослі представники його виду

## Популяція і захист
Загальна чисельність приблизно оцінюється в 380 000 голів. На нього іде сильне полювання: у Центральноафриканській Республіці дуїкери Петерса складають 29% від всіх тварин, впольованих на бушміт. На даний момент МСОП вважає цей вид таким, що не потребує особливого захисту.